# Smederevska Palanka
Smederevska Palanka (izvirno srbsko Смедеревска Паланка) je naselje v Srbiji, ki je središče istoimenske občine; slednja pa je del Podonavskega upravnega okraja.
V bližini se nahaja letališče Smederevska Palanka.

## Demografija
V naselju živi 20351 polnoletnih prebivalcev, pri čemer je njihova povprečna starost 39,3 let (37,8 pri moških in 40,7 pri ženskah). Naselje ima 8700 gospodinjstev, pri čemer je povprečno število članov na gospodinjstvo 2,91.
To naselje je, glede na rezultate popisa iz leta 2002, večinoma srbsko, a v času zadnjih 3 popisov je opazen porast števila prebivalcev.
|  |

| Demografija | Demografija     | Demografija     |
| Leto        | Št. prebivalcev | Št. prebivalcev |
| ----------- | --------------- | --------------- |
|             |                 |                 |
|             |                 |                 |
|             |                 |                 |
|             |                 |                 |
| 1948        | 7413            |                 |
| 1953        | 9427            |                 |
| 1961        | 13014           |                 |
| 1971        | 18687           |                 |
| 1981        | 23635           |                 |
| 1991        | 25146           | 24529           |
| 2002        | 26203           | 25300           |
|             |                 |                 |

| Etnična sestava po popisu iz leta 2002 | Etnična sestava po popisu iz leta 2002 | Etnična sestava po popisu iz leta 2002 | Etnična sestava po popisu iz leta 2002 | Etnična sestava po popisu iz leta 2002 |
| -------------------------------------- | -------------------------------------- | -------------------------------------- | -------------------------------------- | -------------------------------------- |
| Srbi                                   | Srbi                                   |                                        | 24.065                                 | 95,11%                                 |
| Romi                                   | Romi                                   |                                        | 399                                    | 1,57%                                  |
| Jugoslovani                            | Jugoslovani                            |                                        | 109                                    | 0,43%                                  |
| Črnogorci                              | Črnogorci                              |                                        | 104                                    | 0,41%                                  |
| Makedonci                              | Makedonci                              |                                        | 100                                    | 0,39%                                  |
| Hrvati                                 | Hrvati                                 |                                        | 54                                     | 0,21%                                  |
| Albanci                                | Albanci                                |                                        | 20                                     | 0,07%                                  |
| Slovenci                               | Slovenci                               |                                        | 16                                     | 0,06%                                  |
| Muslimani                              | Muslimani                              |                                        | 16                                     | 0,06%                                  |
| Madžari                                | Madžari                                |                                        | 16                                     | 0,06%                                  |
| Rusi                                   | Rusi                                   |                                        | 12                                     | 0,04%                                  |
| Bolgari                                | Bolgari                                |                                        | 10                                     | 0,03%                                  |
| Goranci                                | Goranci                                |                                        | 6                                      | 0,02%                                  |
| Slovaki                                | Slovaki                                |                                        | 3                                      | 0,01%                                  |
| Romuni                                 | Romuni                                 |                                        | 3                                      | 0,01%                                  |
| Čehi                                   | Čehi                                   |                                        | 2                                      | 0,00%                                  |
| Nemci                                  | Nemci                                  |                                        | 2                                      | 0,00%                                  |
| Ukrajinci                              | Ukrajinci                              |                                        | 1                                      | 0,00%                                  |
| Bošnjaki                               | Bošnjaki                               |                                        | 1                                      | 0,00%                                  |
| Neznano                                | Neznano                                |                                        | 181                                    | 0,71%                                  |

## Znani Palančani
- Pera Todorović novinar in pisatelj
- Stanoje Glavaš, hajduk
- Milutin Srećković, eden najbolj znanih srbskih literarnih kritikov
- Aleksandar Aca Mitrović, gledališki igralec
- Miroslav Nikolić, košarkarski trener
- Perica Ognjenović, nogometaš
- Zdenko Muff, nogometaš
- Dragoslav Đorđević Goša, narodni heroj
- Zoran Todorović Todor, akademski slikar
- Dejan Crnomarković, novinar in pisatelj
- Živko Pavlović, general
- Božidar Trudić, kompozitor